# Raden Wijaya
Raden Wijaya alias Kĕrtarājasa Jayawardhana (reg. 1293–1309) war der Nachfolger des javanischen Herrschers Kĕrtanagara (1268–1292), der die Macht Javas bereits beträchtlich erweitert hatte.

## Leben
Im Jahr 1279 hatten die Mongolen unter Kublai Khan das Sòng-Reich in Südchina endgültig unterworfen und damit ganz China unter ihre Kontrolle gebracht. Dieser Herrscher schickte zwischen 1280 und 1289 eine Reihe von Gesandtschaften nach Java, die aber abgewiesen wurden. Den Botschafter der letzten Gesandtschaft ließ Kĕrtanagara, der Herrscher von Singhasari, sogar verstümmeln. Daraufhin entschloss sich der chinesische Kaiser und mongolische Großkhan im Jahre 1292 zu einer Strafexpedition. Bevor diese aber landete, hatte sich Ārya Wīrarāja, der Gouverneur von Madura, zusammen mit Jayakatwang, der seit 1271 in Kaḍiri König war, gegen Kĕrtanagara erhoben. Nach dem Pararaton (Buch der Könige) besiegten sie den König und eroberten die königliche Residenz Siṅgghasāri im Monat Jyaiṣṭha des Śaka-Jahres 1214 (19. Mai – 16. Juni 1292), wobei Kĕrtanagara starb. Gegen die Sieger operierte jetzt Kĕrtanagaras Schwiegersohn Raden Wijaya, der aber auch besiegt wurde und nach Madura floh, von wo aus er mit Unterstützung von Wīrarāja, der die Seiten gewechselt hatte, im Tal des Brantas an der Stelle der zukünftigen Stadt Majapahit landete. In dieser Situation traf Anfang 1293 die mongolisch-chinesische Flotte ein, der sich Wijaya (Tǔhǎn Bìshéyé 土罕必闍耶 [Tuan Wijaya] nach den chinesischen Quellen) sofort unterwarf, während sich die Flotte von Jayakatwang gegen die Invasoren wandte, aber besiegt wurde. Am 3. März 1293 verhinderte die chinesische Expeditionsarmee den Vormarsch Jayakatwangs auf Majapahit, besiegte ihn in einer blutigen Schlacht und marschierte dann gegen Kaḍiri, wo Jayakatwang (Hájǐ Gédāng 哈只葛當) belagert wurde und am 26. April 1293 kapitulierte. Wijaya kehrte mit einer chinesischen Eskorte nach Majapahit zurück, die er aber am 26. Mai 1293 massakrierte und dann mit seinen eigenen Truppen die Invasionsarmee in Kaḍiri angriff und zwang, auf ihre Schiffe zurückzukehren, die am 31. Mai wieder nach China segelten und dort am 8. August eintrafen. Damit begann die Geschichte des Reiches von Majapahit.
Die neue Residenz soll nach der Gründungslegende ihren Namen dadurch erhalten haben, dass einer der Soldaten des Wijaya auf der Suche nach einer geeigneten Stelle durstig geworden war und daher die Frucht des Maja-Baumes aß, die aber bitter (pahit) war. Wijaya nahm nach der Inschrift von Kudadu vom Samstag, dem 11. September 1294 als Herrscher den Namen Kĕrtarājasa Jayawardhana (reg. 1293–1309) an. Nun erfolgte nach der Inschrift von Sukamĕrta (Pĕnanggungan) vom Montag, dem 29. Oktober 1296, in Ost-Java die systematische Ersetzung der lokalen raka und rakryan durch Mitglieder der königlichen Familie und, in einigen Fällen, durch Mitglieder des Hofes. Es war mehr als ein rein symbolischer Akt, dass Kĕrtarājasa schon im Jahre 1295 Kāla Gemet, den ältesten Sohn seiner Hauptgemahlin Parameśwarī Tribhuwanā (er war mit vier Töchtern des Kĕrtanagara verheiratet) zum Fürsten von Kaḍiri krönte.
Seine neue Politik der systematischen Annektierung aller benachbarten watĕk or deśa und ihrer Kleinkönige führte zu einer Reihe von Aufständen, die offensichtlich von Majapahit erfolgreich unterdrückt wurden. Danach erklärte er in der Inschrift von Balawi vom Montag, dem 24. Mai 1305, er sei ein Nachkomme der Rājasa-Dynastie von Siṅgghasāri, die er in Majapahit neu begründet habe, gewissermaßen als ein Familienunternehmen. In ihr erhielt sein Sohn Kāla Gemet auch den offiziellen Namen Jayanagara.